# 禾叶繁缕
禾叶繁缕（学名：Stellaria graminea）是石竹科繁缕属的植物。分布于美洲、喜马拉雅山区诸国、欧洲、阿富汗、印度、俄罗斯以及中国大陆的湖北、山西、云南、西藏、青海、山东、四川、北京、甘肃、新疆、河北、陕西等地，生长于海拔1,400米至4,150米的地区，多生在山坡草地、林下或石隙中，目前尚未由人工引种栽培。

## 别名
草状繁缕（秦岭植物志）、白花蛇舌草、岩箭頭草、草葉天逢草、草葉天篷草 、阿木海-阿吉干納

## 异名
- Stellaria graminea L. var. chinensis Maxim.
- Stellaria graminea L. var. lanceolata Fenzl
- Stellaria graminea L. var. linearis Fenzl
- Stellaria graminea L. var. pilosula Maxim.
- Stellaria graminea L. var. viridescens Maxim.
- Stellaria gramineoides Y. Hazit